# Motya chlorotica
Motya chlorotica är en fjärilsart som beskrevs av William Schaus 1910. Motya chlorotica ingår i släktet Motya och familjen trågspinnare. Inga underarter finns listade i Catalogue of Life.